# Баканка
Баканка (рус. Баканка, адиг. Бэкъан) река је у Краснодарској покрајини на југу европског дела Руске Федерације. Протиче преко територија Кримског рејона и Новоросијског градског округа.
Свој ток започиње у брдском подручју 8 km југоисточно од варошице Верхњебакански, тече у смеру севера и истока и након 29 km тока, низводно од станице Нижњебаканскаја, спаја се са реком Неберџај, чинећи тако реку Адагум. Део је басена реке Кубањ и Азовског мора. Површина сливног подручја је око 179 km², док је просечан пад 5,24 метара по километру тока. За време јаких киша поприма бујични карактер. 
Најважније притоке су речице Атакај, Барабашка, Глубокаја Шчељ, Прјамаја Шчељ, темрјучки и Чубокова Шчељ. 